# Capacitieve nabijheidschakelaar

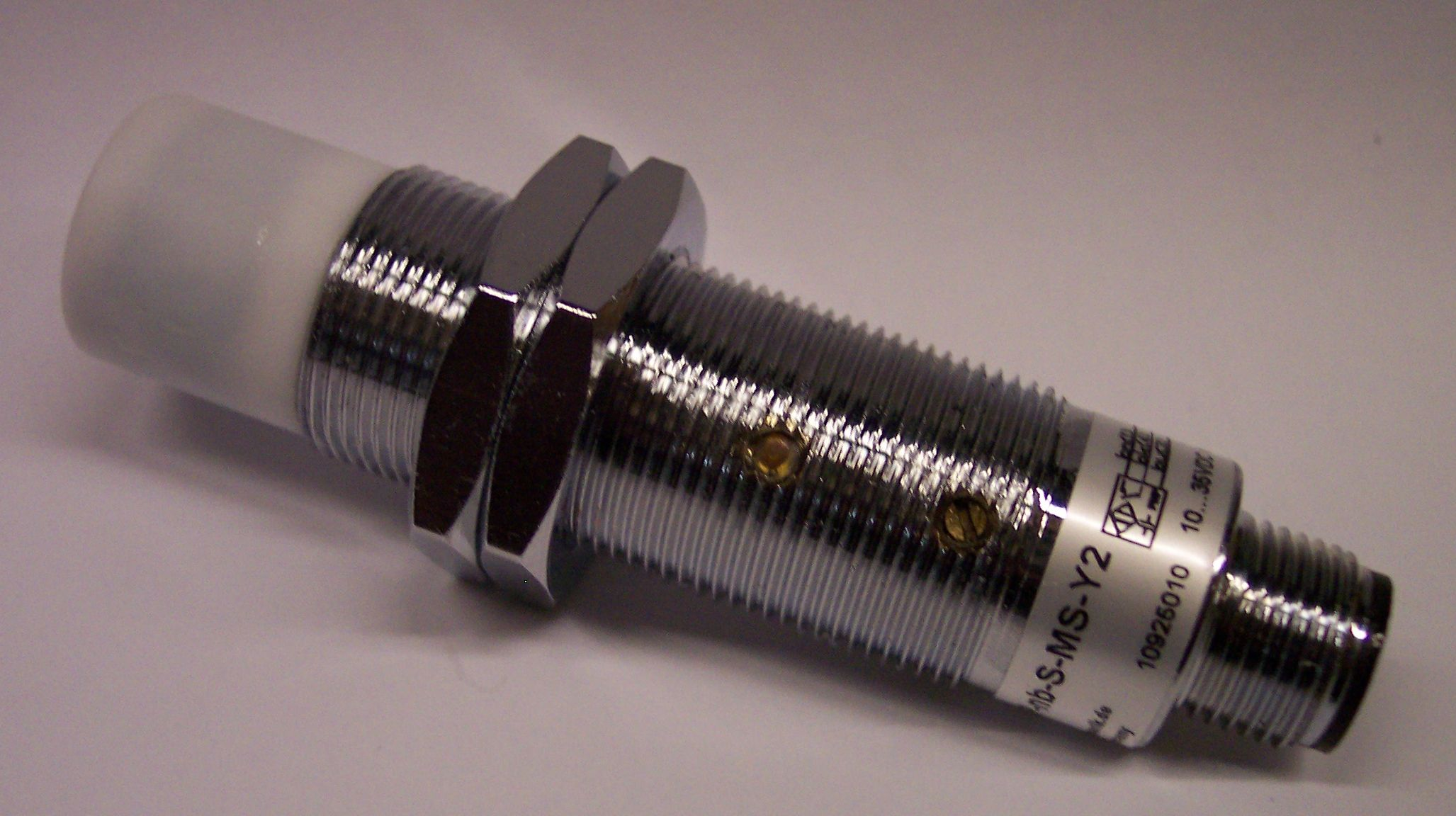
Capacitieve nabijheidsschakelaar

Een capacitieve nabijheidschakelaar is een sensor die de nadering van een geleidende of niet-geleidende tussenstof (ook vloeistoffen) detecteert door een verandering in de elektrische capaciteit die door de nadering van de te detecteren tussenstof veroorzaakt wordt.

## Werking
Het hart van deze sensor is een hoogfrequent-oscillator waarvan de frequentie mede bepaald wordt door de capaciteit van een elektrode die beïnvloed wordt door de omgeving. Als de omgeving van deze elektrode verandert door nadering van een tussenstof, zal de capaciteit veranderen en daarmee de frequentie van de oscillator. Op deze verandering reageert de sensor.
Bij beïnvloeding van de capaciteit door een isolator is de bereikbare schakelafstand gering (tot ca. 40 mm), omdat het onderscheid tussen de diëlektriciteitsconstanten van lucht (ca. 1) en van het te detecteren materiaal gering is.
Bij beïnvloeding van de capaciteit door een geleider is de bereikbare schakelafstand groter, tot ca. 60-80 mm, omdat het geleidende materiaal met de elektrode een condensator vormt, waardoor de capaciteit sterker verandert.
Daarom kunnen capacitieve nabijheidschakelaars in de regel afgeregeld worden met een instelpotentiometer. Indien de sensor ingesteld is voor grote gevoeligheid, neemt de invloed van stoorfactoren zoals luchtvochtigheid en stof toe.

## Toepassing
Een capacitieve nabijheidsschakelaar detecteert metalen, maar ook niet metalen en vloeibare, korrelige of gepulveriseerde producten zoals b.v. kunststof, hout, steen, olie, water of cement.
Een nadeel van capacitieve sensoren is dat deze gevoelig zijn voor vervuiling. Vooral in stoffige en sterk vervuilende omgevingen kan dit problemen veroorzaken. 

## Drie-elektrodenprincipe
Een ander sensorconcept werkt volgens het meermalen gepatenteerde Drie-elektrodenprincipe. Daarbij wordt naast een massa-elektrode en een meetelektrode een supplementaire hulpelektrode aangebracht. Het voordeel van een dergelijke schakeling is een hogere gevoeligheid met hogere schakelafstanden en een geringere storingsgevoeligheid voor omgevingsfactoren zoals stof en luchtvochtigheid. Met dit principe kunnen ook materialen met zeer geringe diëlektriciteitsconstante gedetecteerd worden.

## Montage

Links: Bondig; Rechts: Niet bondig

De montage van de sensor kan zo zijn dat de sensor niet boven het montagevlak uitsteekt, men sprak vroeger van bondige montage, of er wel boven uitsteekt, niet-bondige montage. Tegenwoordig wordt vaak de Engelse benaming gebruikt:
- f = flush mountable
- nf = not flush mountable

Deze sensoren zijn genormaliseerd volgens de norm IEC 60947-5-2